# Stazione di Alkmaar
La stazione di Alkmaar è la principale stazione ferroviaria di Alkmaar, Paesi Bassi. È una stazione passante di superficie a cinque binari sulle linee ferroviarie Den Helder-Amsterdam e Alkmaar-Hoorn.